# 2nd Anti-Aircraft Division
2:a Luftvärnsdivisionen var en militär enhet som spelade en viktig roll i slaget om Storbritannien under andra världskriget.

## Historia
2:a Luftvärnsdivisionen skapades den 1 september 1936 och lydde under Northern Command. Divisionen täckte området nordväst om linjen Harwich och norra London. Senare kom divisionen att täcka området runt östra Midland och nordöstra anglia.

## Enheter
- 32nd (Midland) Anti-Aircraft Brigade (formerad 01.11.36)
  - 42nd (The Robin Hoods, Sherwood Foresters) Anti-Aircraft Regiment
  - 44th (The Leicestershire Regiment) Anti-Aircraft Regiment
  - 50th (The Northamptonshire Regiment) Anti-Aircraft Regiment
  - 68th (North Midland) Anti-Aircraft Regiment

- 40th Anti-Aircraft Brigade (formerad 29.09.38)
  - 33rd (St. Pancras) Anti-Aircraft Regiment
  - 36th (Middlesex) Anti-Aircraft Regiment
  - 58th (Middlesex) Anti-Aircraft Regiment
  - 60th Searchlight Regiment (9th Bn, Middlesex Regiment (Duke of Cambridge’s Own))
  - 69th Searchlight Regiment (10th (3rd London) Bn, The Royal Fusiliers(City of London Regiment))

- 41st (London) Anti-Aircraft Brigade (formerad 29.09.38)
  - 32nd (7th City of London) Anti-Aircraft Regiment
  - 64th Searchlight Regiment (1/6 The Essex Regiment)
  - 65th Searchlight Regiment (2/6 The Essex Regiment)
  - 78th (1st East Anglian) Anti-Aircraft Regiment

- 50th Light Anti-Aircraft Brigade (formerad 24.08.39)
  - 26th Light Anti-Aircraft Regiment